# Gaston Grandjean
Gaston Grandjean est un religieux catholique indien, d’origine suisse, né en 1937 à Genève.
Frère de l’institut du Prado, il est connu sous le nom de Gaston Dayanand et consacre sa vie aux plus pauvres dans les bidonvilles de Calcutta en Inde. Son action a inspiré le livre de Dominique Lapierre, La Cité de la joie

## Biographie
Gaston Granjean naît en 1937 dans une famille ouvrière genevoise. Il travaille comme manœuvre en usine à Lyon, Paris et Marseille puis entre au séminaire du Prado. En 1972, après avoir obtenu un diplôme d'infirmier, il part pour Calcutta et ouvre son premier dispensaire pour les lépreux et les tuberculeux. 
Pendant vingt ans, il vit au milieu des plus pauvres dans le bidonville de Pilkhana à Howrah avec comme seuls biens « une bible, un rasoir et une brosse à dents ». Frère Gaston devient l'un des modèles de Dominique Lapierre pour son livre La Cité de la joie paru en 1985.  
Devenu Gaston Dayanand en adoptant la nationalité Indienne en 1992, il a créé des dizaines de centres de soins et forme des centaines de personnes en Inde, où il vit toujours.

## Publication
- Les Racines des palétuviers. L'épopée des héros de La Cité de la joie, par Gaston Dayanand, Coll. La vie au cœur, éditions de l’Atelier, 2003

## Documentaires
- Saint Gaston de Calcutta, Radio Télévision Suisse.
- La véritable histoire de la Cité de la Joie, Docs en Stock, documentaire de Sophie Jeaneau, produit par Daniel Leconte, 2006, 40 min.